# Art cybernétique

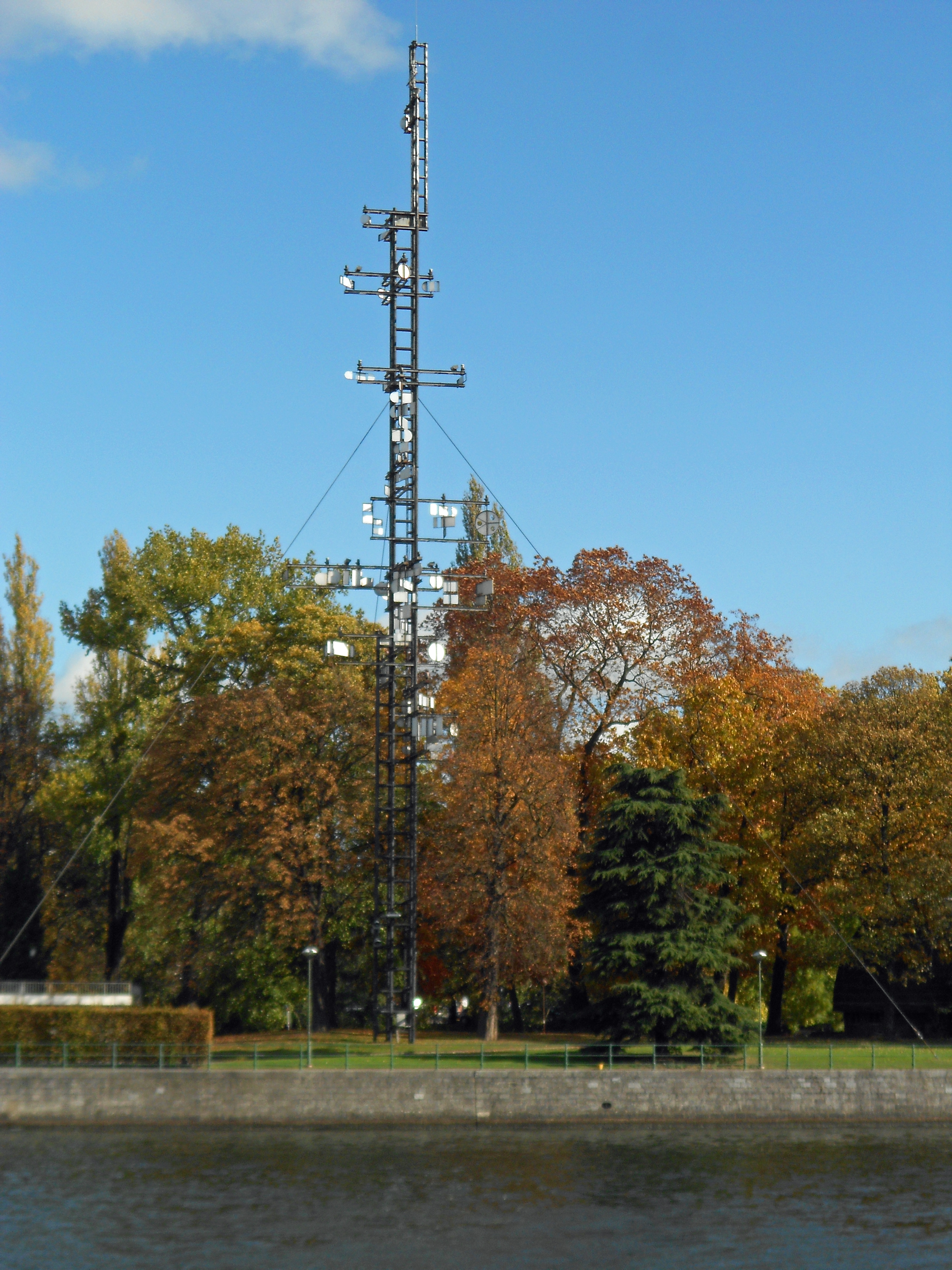
La tour cybernétique de Nicolas Schöffer à Liège en 2011

L'art cybernétique est né parallèlement à l'émergence de la cybernétique. Il en reprend les théories pour les mettre en pratique dans des installations artistiques.

## Événements, expositions
- Software, exposition organisée par Jack Burnham (en) pour le Jewish Museum, New York, 1970.

## Artistes représentatifs
- Nicolas Schöffer
- Bernard Quentin
- Maurice Demers
- Peter Vogel
- Nam June Paik

## Œuvres représentatives
- SEEK (BLOCKSWORLD) Nicholas Negroponte, Architecture Machine Group, MIT, 1970 : Un environnement contrôlé par ordinateur se reconfigure lui-même en réponse au comportement des gerbilles qui l'habitent[1].